# 111 v.Chr.
111 v.Chr. is een jaartal volgens de christelijke jaartelling.

## Gebeurtenissen

### Italië
- In Rome worden Publius Cornelius Scipio Nasica Serapio en Lucius Calpurnius Bestia benoemd tot consul van het Imperium Romanum.
- De Senaat verplicht Jugurtha naar Rome te komen, om in een volkstribunaal zijn integriteit te bewijzen. Hij weet sommige senatoren om te kopen en wordt als getuige niet gehoord. Op de terugreis trekt hij de conclusie: "In Rome is alles te koop."

### Syrië
- Antiochus VIII Grypos (111 - 96 v.Chr.) bestijgt als koning de troon van de Seleuciden en begint aan zijn tweede regeerperiode.

### Numidië
- Lucius Calpurnius Bestia landt met een Romeins leger bij Cirta en sluit na omkoping een voorlopig vredesakkoord met Jugurtha.

### China
- Begin eerste Chinese overheersing van Vietnam: Keizer Han Wudi annexeert de staat Nanyue in Noord-Vietnam, de Chinese vloot bezet met een expeditieleger de hoofdstad Panyu.

## Geboren
- Boerebista (~111 v.Chr. - ~44 v.Chr.), koning van Dacië

## Overleden
- Kritolaos (~200 v.Chr. - ~111 v.Chr.), Grieks filosoof (89)